# Гајаца (Ђенова)
Гајаца је насеље у Италији у округу Ђенова, региону Лигурија.
Према процени из 2011. у насељу је живело 556 становника. Насеље се налази на надморској висини од 315 м.